# Západní vojenský okruh Ruské federace
Západní vojenský okruh (rusky Западный военный округ) je jeden ze čtyř vojenských okruhů, na které jsou územně rozděleny Ozbrojené síly Ruské federace. Okruh byl zformován na základě prezidentského dekretu č. 1144, podepsaného dne 20. září 2010. Součástí okruhu jsou Baltské a Severní loďstvo Ruského námořnictva.
Západní vojenský okruh byl vytvořen v období ruské vojenské reformy na základě dvou do té doby existujících okruhů (Moskevského vojenského okruhu a Leningradského vojenského okruhu). Do sestavy vojenského okruhu byly začleněny jednotky Baltského a Severního loďstva.
V současné době jsou síly a prostředky Západního vojenského okruhu dislokovány na území tří federálních okruhů Ruské federace (Severozápadního, Centrálního a části Povolžského).

## Struktura

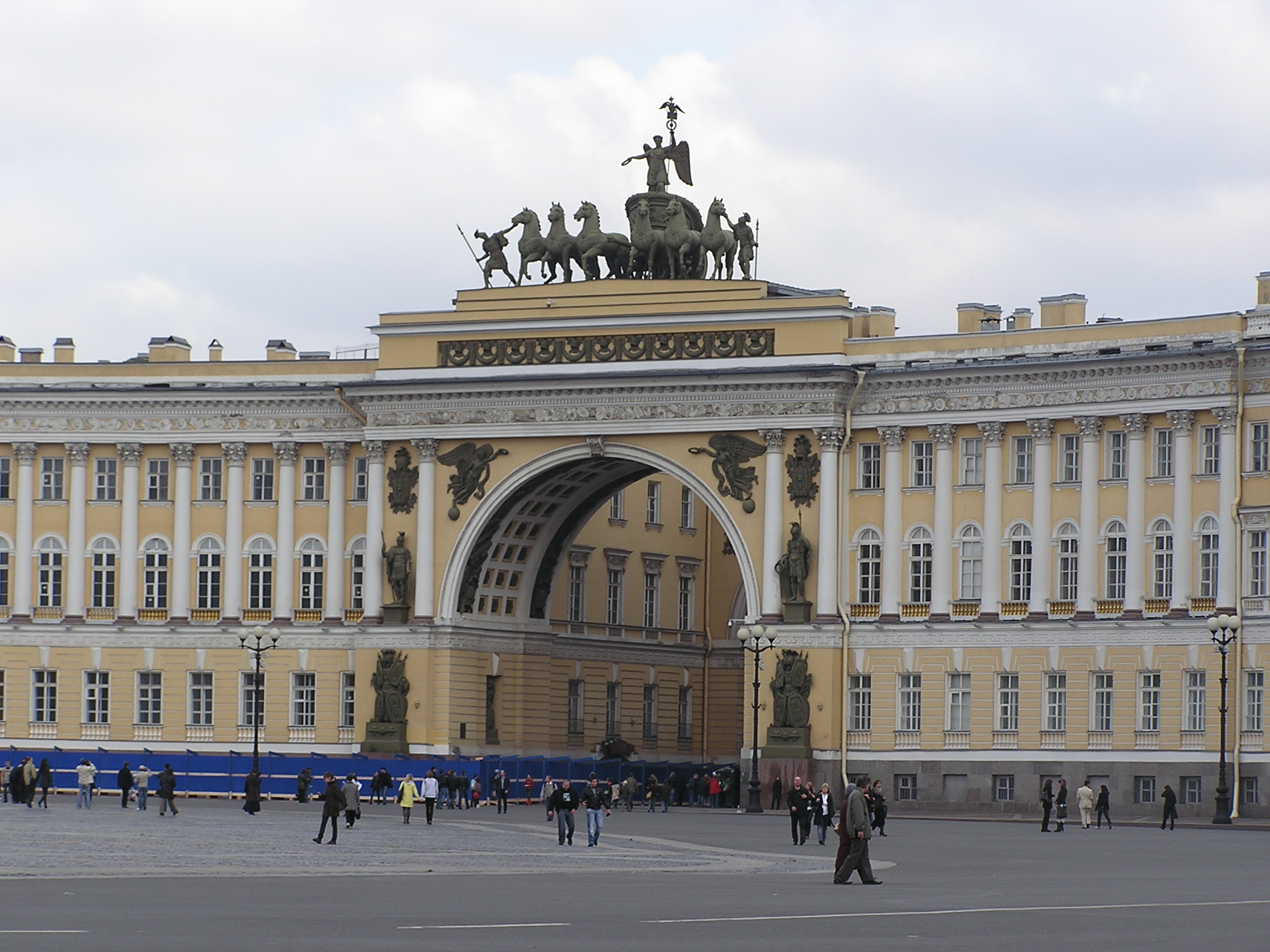
budova velitelství okruhu v Petrohradu

### Jednotky a útvary v přímé podřízenosti velení okruhu
- 1. samostatný střelecký pluk (Moskva)
- 154. samostatný komandantský pluk (Moskva)
- 79. gardová reaktivní dělostřelecká brigáda (Tver)
- 202. samostatná protiletadlová raketová brigáda (Naro-Fominsk)
- 45. gardová inženýrsko-ženijní brigáda (Murom)
- 1. inženýrsko-ženijní brigáda (Murom)
- 28. pontono-mostní brigáda (Murom)
- 16. samostatná brigáda radioelektronického boje (Plavsk)

- 27. samostatná brigáda radiační,chemické a biologické ochrany (Kursk)

- 29. železniční brigáda (Smolensk)
- 34. železniční brigáda (Rjazaň)
- 38. železniční brigáda (Vologda)
- 132. spojovací brigáda (Agalatovo)
- 1. brigáda velení (Sertolovo)
- Operační skupina ruských vojsk v Podněsterského regionu Republiky Moldávie (Tiraspol, Podněstří)
- 18. samostatný samohybný minometný oddíl (Tambov)
- 19. samostatný samohybný dělostřelecký pluk (Tambov)
- 7043. základna oprav a údržby výzbroje a techniky (Tambov)
- 15. samostatná brigáda radioelektronického boje (Stroitěl)
- 1084. centrum přípravy a bojového použití vojsk radioelektronického boje (Tambov)
- 100. samostatný zabezpečovací pluk (Alabino)
- Výcvikové centrum velení (Sertolovo)
- 467. gardový okruhové centrum centrum přípravy mladších specialistů tankových vojsk (Kovrov)
- 210. gardové regionální centrum ženijních vojsk (Kstovo)

### 1. gardová tanková armáda (Odincovo)
- 4. gardová tanková divize (Naro-Fominsk)

- 2. gardová motostřelecká divize (Kaliněc)
- 6. tanková brigáda (Mulino)
- 27. samostatná motostřelecká brigáda (Mosrentgen)

### 6. vševojsková armáda (Petrohrad)
- 138. gardová samostatná motostřelecká brigáda (Kamenka)
- 25. samostatná motostřelecká brigáda (Vladimirskij Lager)
- 9. gardová dělostřelecká brigáda (Luga)
- 268. gardová dělostřelecká brigáda (Puškin)
- 7014. základna oprav a údržby výzbroje a techniky (Luga)
- 5. protiletadlová raketová brigáda (Gorelovo)
- 95. brigáda velení (Gorelovo)
- 26. raketová brigáda (Luga)

### 20. gardová vševojsková armáda (Mulino)
- 9. samostatná motostřelecká brigáda (Nižnij Novgorod)
- 1. tanková brigáda (Bogučar)
- 99. základna oprav a údržby výzbroje a techniky (Tver)
- 53. protiletadlová raketová brigáda (Kursk)
- 49. protiletadlová raketová brigáda (Krasnij Bor)
- 9. gardová brigáda velení (Mulino)
- 288. dělostřelecká brigáda (Mulino)
- 448. raketová brigáda (Kursk)
- 112. gardová raketová brigáda (Šuja)
- 69. samostatná brigáda materiálně-technického zabezpečení (Mulino)

### Výsadková vojska
- 45. samostatná gardová brigáda Specnaz (Kubinka)
- 76. gardová výsadková úderná divize (Pskov)
- 98. vzdušně-výsadková divize (Ivanovo)
- 106. gardová vzdušně-výsadková divize (Tula)
- 38. spojovací brigáda vzdušně-výsadkových vojsk (Medvěždi Ozera)

### Průzkumné a zpravodajské jednotky
- 2. samostatná brigáda Specnaz (Čerecha)
- 16. samostatná brigáda Specnaz (Tambov)
- 322. centrum Specnaz (Kubinka)
- 146. samostatná radiotechnická brigáda zvláštního určení (Bugri)
- 82. samostatná radiotechnická brigáda zvláštního určení (Vjazma)

### Námořnictvo
- Baltské loďstvo
- Severní loďstvo

### Vojenské vzdušné síly a protivzdušná obrana
- 6. armáda vojenských vzdušných sil a protivzdušné obrany (Voroněž)

## Velení

### Velitelé okruhu
- Generálplukovník Arkadij Viktorovič Bachin – od 28. října 2010[2] do 9. listopadu 2012[3]
- Generálplukovník Anatolij Alexejevič Sidorov – od 24. prosince 2012 do 10. listopadu 2015[4]
- Generálplukovník Andrej Valerijevič Kartapolov – od 10. listopadu 2015
- Generálplukovník Alexander Alexandrovič Žuravljov – od listopadu 2018